# Fluchthilfe
Fluchthilfe bezeichnet die Hilfe zur Flucht beispielsweise aus einem Gefängnis oder aus einem Land in ein anderes Land.

## Formen der Fluchthilfe
Die sogenannten Judenretter im Dritten Reich betätigten sich unter anderem auch als Fluchthelfer. Mit dem Mauerbau gewann die Fluchthilfe erneut an Bedeutung; sie ermöglichte die Flucht aus der DDR.
Negativ wertend werden Fluchthelfer auch als Schleuser, Schlepper oder Menschenschmuggler bezeichnet. Heute überlagern sich verschiedene Ausprägungen der Fluchthilfe: Eine klare Unterscheidung der Fluchthilfe in eine humanitäre, kommerzielle und kriminelle Ausprägung lässt sich nicht widerspruchsfrei aufrechterhalten. Welchen Anteil soziale, ethische oder finanzielle Motive bei der Tätigkeit der Fluchthilfe spielen, lässt sich nur konkret im jeweiligen Einzelfall herausfinden.
Veränderlich ist auch die Bewertung der Fluchthilfe durch den Gesetzgeber. So sah in der Schweiz das Bundesgesetz über Aufenthalt und Niederlassung der Ausländer (ANAG) bis 2008 vor, dass Hilfe zur illegalen Einreise nicht bestraft wird, wenn sie „aus achtenswerten Beweggründen“ geschah.

## Geschichte der Fluchthilfe

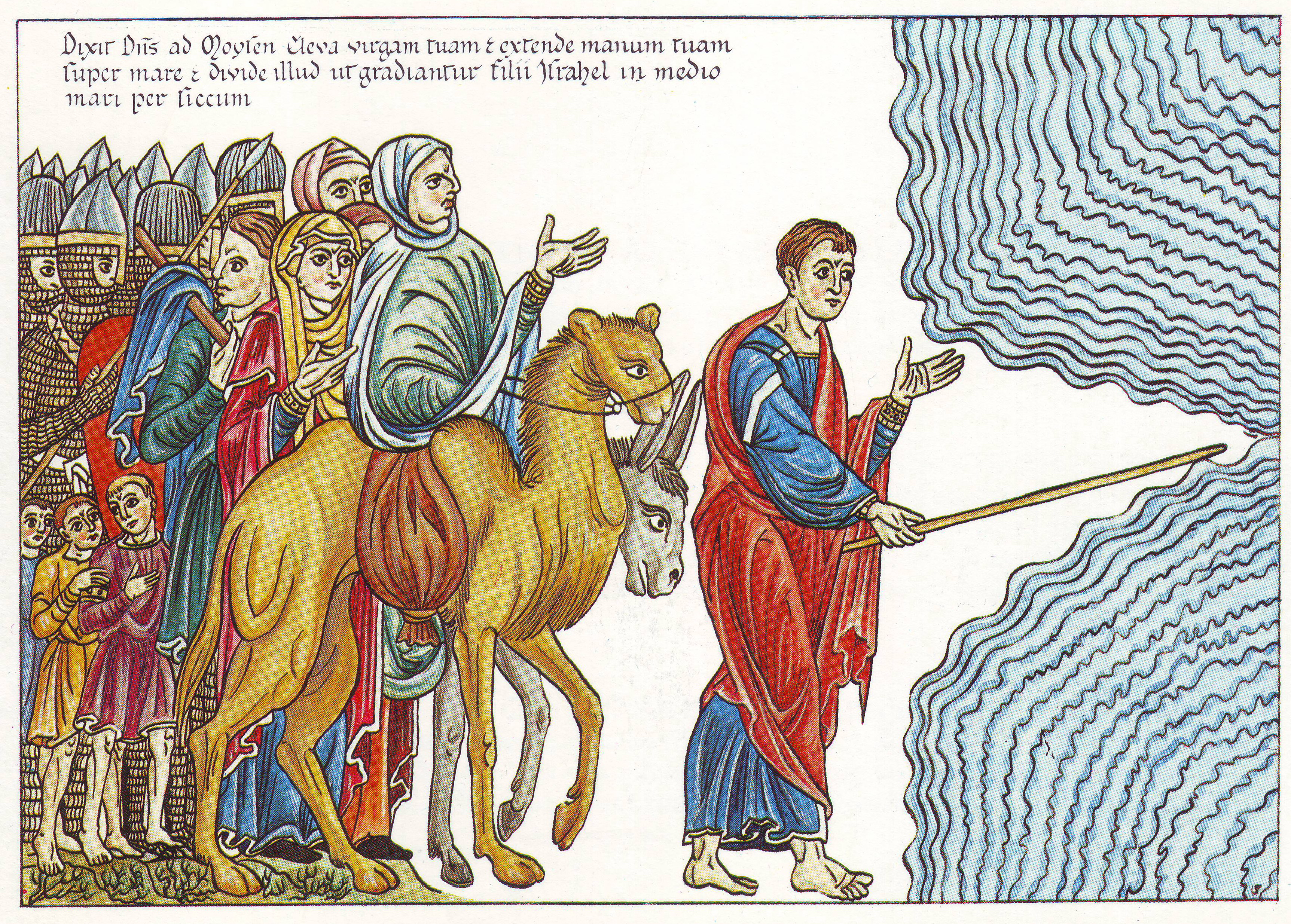
Mose führt das Volk Israel durch das Rote Meer – Darstellung aus dem Hortus Deliciarum der Herrad von Landsberg (um 1180)

### Altorientalische Fluchthilfe
Im Alten Testament wandelte sich das Gottesbild Jahwes vom Fluchthelfer über den Kriegsgott zum Gott der Weltherrschaft und des Weltfriedens. Der israelitische Auszug aus Ägypten unter Führung von Moses, beschrieben im Buch Exodus, ist eine der bekanntesten Fluchthilfeüberlieferungen. Bis in die Neuzeit inspirierte das Fluchthelfer, so nannte sich Harriet Tubman Moses, und die jüdische Hagana benannte ihr Fluchtschiff, die President Warfield, in Exodus 1947 (kurz Exodus) um.
Der babylonische Codex Hammurapi (18. Jahrhundert v. Chr.) sah für die Fluchthilfe von Sklaven die Todesstrafe vor.

### Underground Railroad

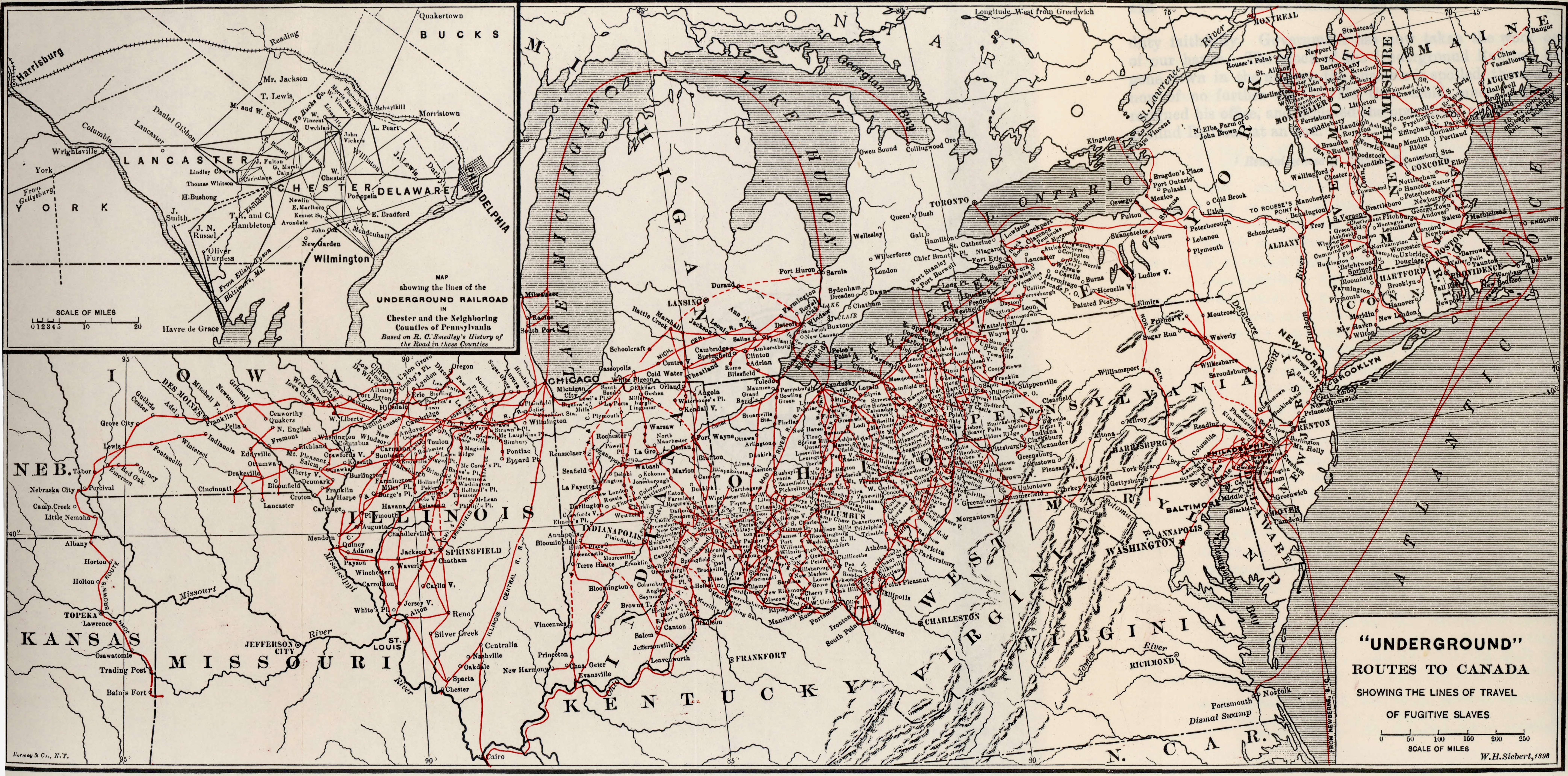
Karte einiger Routen der Underground Railroad

Die Underground Railroad (englisch für Untergrundbahn) war ein aus Gegnern der Sklaverei – auch vielen religiösen Weißen wie Baptisten, Quakern und Methodisten – bestehendes informelles Netzwerk, das Sklaven auf der Flucht aus den Südstaaten der USA nach Norden, z. B. in das sicherere Kanada, Unterstützung gewährte. Mit geheimen Routen, Schutzhäusern, Fluchthelfern und geheimer Kommunikation gelang es den Abolitionisten, zwischen 1800 und 1850 etwa 100.000 Sklaven zu befreien. Die Ursprünge gehen zurück auf einzelne Flüchtlinge, die sich zunächst selbstständig bis nach Kanada durchschlugen. Um 1830 wurde für diese Form der Fluchtlinien der Begriff Underground Railroad geläufig. Harriet Tubman, Thomas Garrett und Levi Coffin waren treibende Kräfte in dem Netzwerk.

### Fluchthilfe während der Zeit des Nationalsozialismus

#### Rettende Grenzübertritte
Vor und während des Zweiten Weltkrieges suchten in Deutschland und in besetzten Gebieten viele Flüchtlinge, denen Tod oder Gefängnis drohte, die Dienste von Fluchthelfern.
Bekannt wurde der St. Galler Polizeikommandant Paul Grüninger, weil er mehrere hundert, vielleicht einige tausend jüdische Flüchtlinge ins Land einreisen ließ. Er wurde abgesetzt und gerichtlich verurteilt, verlor seine Pension und fand bis ans Lebensende 1971 keine geregelte Arbeit mehr. Andere Fluchthelfer sind ins KZ eingeliefert, zu Gefängnisstrafen verurteilt, oder nachts erschossen worden. Die in der Schweiz verurteilten Fluchthelfer werden dank eines neuen Gesetzes seit 2003 rehabilitiert. Herbert Herden und weitere werden heute wegen ihrer Hilfsaktionen für Juden zu den Gerechten unter den Völkern gerechnet. Der Film Casablanca handelt von Personen, die durch einen Fluchthelfer dem NS-nahen Vichy-Regime zu entgehen versuchen. Eine wichtige Rolle spielte in Frankreich auch das Emergency Rescue Committee.

#### Untertauchen als inländischer Flüchtling
Fluchthelfer innerhalb des Nazi-Machtbereichs wurden häufig Judenhelfer oder Judenretter genannt. Ihre Tat galt dort als quasi nach den neuen Machtverhältnissen strafbare „Judenbegünstigung“. Viele jüdische Einwohner Deutschlands oder von Deutschland besetzter Länder gingen nicht zu einem Zeitpunkt in die Emigration, zu dem das von den neuen Machthabern noch gestattet wurde. Zum Teil lag das auch an den Aufnahmebedingungen der fremden Länder. Zum anderen an der Hoffnung, im Heimatland nicht am Leben bedroht zu sein. Zum Erlass von Ausreiseverboten durch die nationalsozialistische Regierung kam es 1941. Die Bürger waren im eigenen Land nicht sicher und konnten es wiederum nur illegal und unter Lebensgefahr für sich und evtl. Helfende verlassen. Daher entschieden sich eine große Zahl von jüdischen Einwohnern als so genanntes U-Boot in die Illegalität im eigenen Land abzutauchen. Sie wollten damit immerhin das Risiko des Grenzübertritts vermeiden. In aller Regel waren sie dabei auf die Unterstützung vieler Helfer, sehr oft Personen, die sie vorher nicht kennen- und einschätzen lernen konnten, angewiesen. Alle sonstigen Merkmale der Fluchthilfe, außer dem Grenzübertritt, trafen auf diese Situation zu.

### Alija Bet 1934–1948

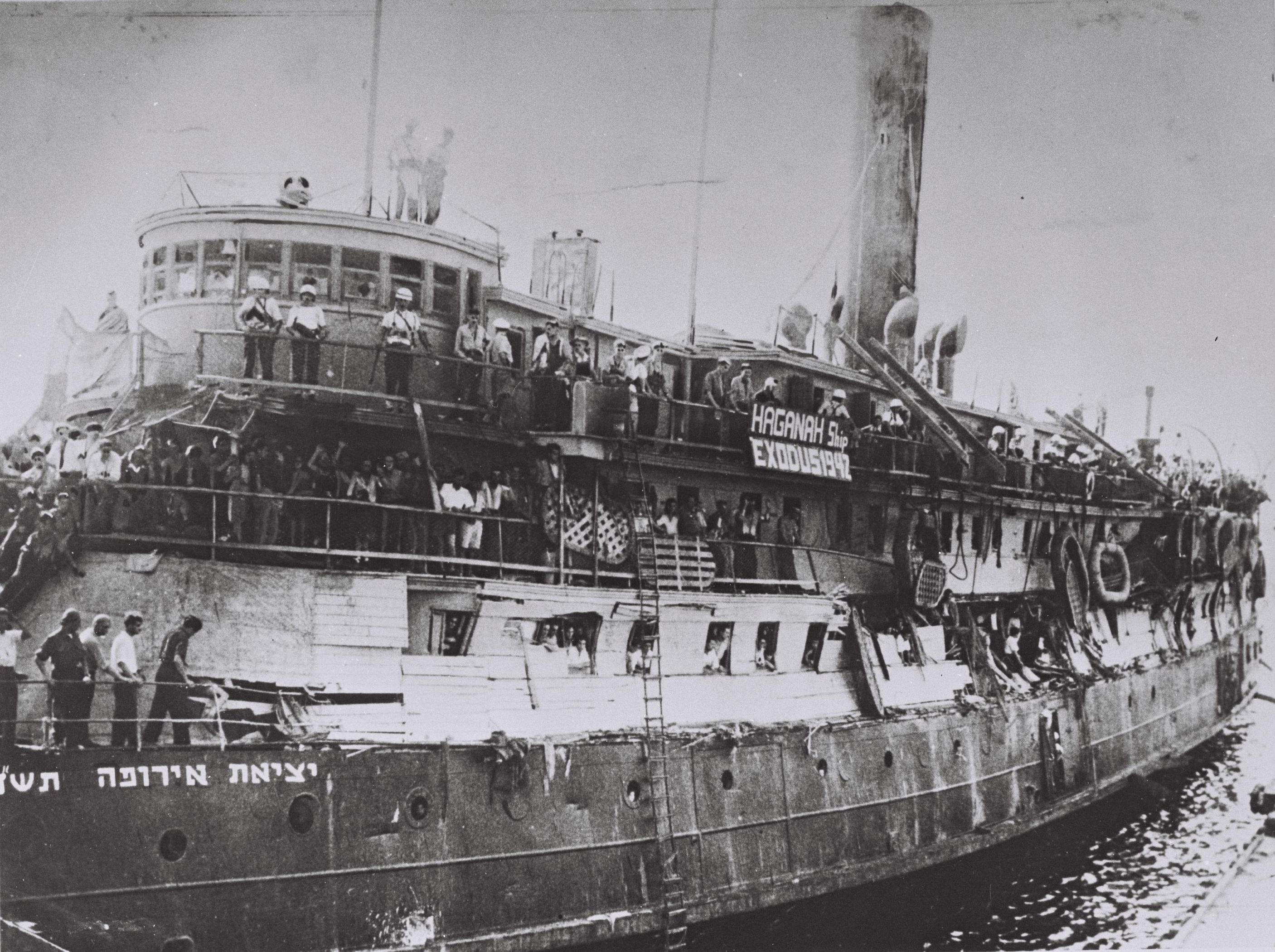
Exodus 1947 der Hagana

Als die Briten die Einwanderung der Juden nach Palästina in den 1930er Jahren erschwerten, reagierten zionistische Gruppen mit der organisierten illegalen Migration. 1939 sah David Ben Gurion dies dann als einzige Option um Palästina zu erreichen und es wurde die offizielle Organisation Mossad le Alija Bet geschaffen. Ab 1944 bildete sich unter den traumatisierten jüdischen Displaced Persons in Osteuropa die Untergrund- und Fluchtbewegung Bricha heraus, die illegale Fluchtwege nach Palästina aufbaute. Nach dem Pogrom von Kielce am 4. Juli 1946, schwoll die Bricha zu einer Massenflucht nach Westeuropa an und begann mit dem Mossad le Alija Bet und der Hagana zusammenzuarbeiten. Viele osteuropäische Flüchtlinge kamen zunächst in vom UNRRA betreuten Lagern für displaced Person im amerikanisch besetzten Deutschland unter. Von dort versuchten sie sich mit weiteren Holocaustüberlebenden und der Unterstützung des Mossad le Alija Bet und der Finanzierung durch die Jewish Agency und des Joint Distribution Committee über Mittelmeerhäfen und den Seeweg nach Palästina durch zu schlagen. Die Irrfahrt der Exodus 1947 führte über internationalen Druck zu einer Änderung der britischen Einwanderungspolitik und letztendlich zur Gründung des Staates Israel.

### Rattenlinien
Der faschistische kroatische Franziskaner-Priester Krunoslav Draganović begann 1943 zusammen mit dem österreichischen Bischof Alois Hudal Fluchtrouten für die Ustascha aufzubauen. Mit Hilfe der katholischen Kirche konnten auf diesen Fluchtlinien zahlreiche Vertreter des Nationalsozialismus und der Ustascha vor der juristischen Verfolgung ihrer Straftaten nach Südamerika oder in die arabische Welt fliehen.

### Fluchthilfe an der innerdeutschen Grenze
Bekannt wurde der Fall des Fluchthelfers Rudolf Müller, der den Soldaten der Grenztruppen der DDR Reinhold Huhn erschoss, und der Fluchthelfer Michael Gartenschläger, der beim Versuch, eine Selbstschussanlage an der Grenze abzumontieren, von einem Spezialkommando erschossen wurde. Harry Seidel, ein früherer DDR-Radsportmeister, wurde für seine Fluchthilfe zu einer lebenslangen Freiheitsstrafe verurteilt. Auf den Fluchthelfer Wolfgang Welsch verübte das Ministerium für Staatssicherheit mehrere Mordanschläge, mit Hilfe einer Autobombe, eines Scharfschützen und mit Gift. In der Bundesrepublik war die Anzeige von Fluchthilfe bei Dienststellen der DDR strafbar, etwa als politische Verdächtigung oder Freiheitsberaubung in mittelbarer Täterschaft.
In den Anfangsjahren der deutschen Teilung wurden mehrere Fluchttunnel in Berlin gegraben, darunter die Tunnel 29 und 57 mit Ausgangspunkt in der Bernauer Straße. Die Tunnelbauer handelten oft aus ideellen Beweggründen oder um Angehörige aus der DDR zu holen. Die Fluchthelfer kamen aus allen Schichten der Gesellschaft. Egbert Weiß hat die Rolle von Corpsstudenten bei der Fluchthilfe der Gruppe Fuchs in West-Berlin aufgearbeitet. Mit der fortgesetzten Weiterentwicklung der Grenzanlagen und der Überwachung in der DDR wurde auch die Fluchthilfe professioneller und kommerzialisierte sich. Dadurch brachen die früheren Fluchthilfegruppen auseinander.
Die Bundesregierung der Bundesrepublik Deutschland unterstützte die Fluchthilfe in den Anfangsjahren, wenn auch verdeckt. Dazu nutzte das Bundesministerium für gesamtdeutsche Fragen Mitglieder der Parteien. Der Verfassungsschutz warnte Fluchthelfer, wenn sie durch die Staatssicherheit der DDR entdeckt wurden, und stellte Kontakte unter den Fluchthilfegruppen her.
Nach der Rechtsprechung des Bundesgerichtshofs verstieß ein entgeltlicher Fluchthelfervertrag weder gegen ein gesetzliches Verbot (§ 134 BGB) noch gegen die guten Sitten (§ 138 BGB). Einwände der DDR, diese Rechtsprechung verstoße „gegen Geist und Buchstaben“ des Transitabkommens und die Verpflichtung der Bundesregierung zur Verhinderung von Missbrauch wies die Bundesregierung mit der Begründung zurück, die bundesdeutschen Gerichte seien unabhängig und der Einwirkung der Bundesregierung entzogen.

### Fluchthelfer Heinrich Böll
Der Schriftsteller Heinrich Böll betätigte sich 1961 als Fluchthelfer, indem er mit seinem präparierten Privatauto Slavi Mandlová die Ehefrau seines Mitarbeiters Herbert Thomas Mandl aus Ostrava (Tschechoslowakei) in den Westen schmuggelte.

## Situation heute
Seit 1990 hat sich eine begriffliche Verschiebung von Fluchthelfern zu Schleusern oder Schleppern vollzogen. Der Begriff kann – zum Beispiel im Zusammenhang mit Schleusungskriminalität – eine abwertende Nebenbedeutung haben. Daneben wird, beispielsweise bei Helfern für in ihrem Herkunftsland Verfolgte, noch immer die Bezeichnung Fluchthelfer verwendet.
Als Schlepper oder auch Schleuser werden Menschen bezeichnet, die andere gegen Bezahlung und unter Umgehung gesetzlicher Einreisebeschränkungen in andere Staaten verbringen. Die Geschleppten sind häufig Personen, die ihr Herkunftsland aus wirtschaftlichen oder politischen Gründen verlassen wollen. Neben Gelegenheitsschleppern gibt es auch professionell agierende Schlepper. In der medialen Berichterstattung wird die Fluchthilfe durch Schleuser oft der organisierten Kriminalität zugerechnet. Schleuser werden dabei als Banden beschrieben, die hohe Preise für ihre Dienste kassieren und ihnen ausgelieferte Menschen skrupellos in Lebensgefahr bringen. Nicht selten werden sie auch mit Menschenhandel in Verbindung gebracht. Das Bundesministerium für Verteidigung spricht von „Menschenverachtenden Praktiken zwecks Profitmaximierung“. Die im Jahre 2007 publizierte Studie Menschenschmuggel wendet sich gegen „die verbreitete These, dass große, pyramidenförmig-hierarchisch strukturierte mafiöse Organisationen das Geschäft dominieren und diese nicht nur im Bereich illegaler Migration, sondern auch im Drogen- und Waffenhandel wie im Prostitutionsgeschäft tätig seien“. Stattdessen sei davon auszugehen, dass es sich bei der Fluchthilfe um eine Vielzahl dezentral organisierter Netzwerke der Migration handelt, die mitunter von Migrierenden selbst aufgebaut und aufrechterhalten werden.
Die schwankende Begriffsverwendung zwischen Fluchthilfe und Schleusertum und deren stark divergierenden Konnotationen lassen darauf schließen, dass die Bewertung der Beihilfe zum irregulären Grenzübertritt abhängig ist von jeweiligen politisch-historischen Gegebenheiten.

## Liste bekannter Fluchthelfer
- Hans Fittko (1903–1960), deutscher Widerstandskämpfer
- Lisa Fittko (1909–2005), österreichische Widerstandskämpferin
- Varian Fry (1907–1967), US-amerikanischer Journalist und Freiheitskämpfer
- Wolfgang Fuchs (1939–2001)
- Reinhard Furrer (1940–1995), deutscher Wissenschaftsastronaut
- Girrmann-Gruppe
- Paul Grüninger (1891–1972), Schweizer Lehrer, Fußballspieler und Polizeihauptmann
- Volker G. Heinz (* 1943), deutscher Rechtsanwalt und ehemaliger Notar
- Hartmut Horst (1941–2013), deutscher Internist
- Hasso Herschel (* 1935)
- Hans Ulrich Lenzlinger (1929–1979), Schweizer Lebemann und Abenteurer
- Harry Seidel (1938–2020), deutscher Bahnradsportler
- Harriet Tubman (ca. 1820–1913)
- Burkhart Veigel (* 1938)
- Wolfgang Welsch (* 1944)
- Peter Gross (* 1949), Mitarbeiter der schweizerischen Botschaft 1973–1975 in Ost-Berlin.

## Filme
- „Way to Freedom“, Dokumentarfilm über Dutch-Paris Fluchtnetzwerk, von Dick Verkijk, 1967 auf YouTube